# 永豊銀行
永豊銀行（えいほうぎんこう）は台湾の台北市中山区に本社のある商業銀行である。2006年11月13日に建華銀行と台北国際商業銀行が合併して誕生した銀行であり、永豊金融控股（永豊フィナンシャルグループ）の子会社となっている。合併の際には建華銀行が存続銀行となっている。2026年、京城銀行は永豊銀行に合併されます。

## 略歴・概要
建華銀行は1992年1月28日に「華信銀行（SinoPac Bank）」として誕生し、2001年9月28日に建弘證券と関連会社の金華信銀證券が合併して建華證券が誕生した。また華信銀行が加わり、建華金融控股（建華フィナンシャルグループ）が同時に誕生して、その際に銀行名も親会社の商号と同一になった。2006年に台北国際商業銀行と合併した際に親会社の商号が永豊金融控股、同時に永豊商業銀行となる。また建華證券の商号は永豊金證券となる。
旧建華銀行の国内支店網はわずか45店舗（台北市：14、台北県：9、基隆市：1、桃園県：3、新竹市：2、新竹県：1、台中市：3、台中県：1、彰化市：1、嘉義市：1、台南市：2、台南県：1、高雄市：4、高雄県：1、屏東県：1）であったが、旧台北国際商業銀行の84店舗によって、合併後は129店舗を有する銀行として一挙に拡大した。本店は旧台北国際商業銀行の本社ビル（中山区南京東路3段36号）を使用している。旧建華銀行の本店（中正区漢口街1段45号、店番号001）は城内分行となったが、その後は旧東台北簡易型分行（台北市信義区基隆路一段380号、店番号039）であった場所に移転し、世貿分行となった。旧東台北簡易型分行は福林簡易型分行として、台北市士林区中山北路5段620号へ移転した。